# Burton Albion Football Club
El Burton Albion Football Club és un club de futbol d'Anglaterra, de la ciutat de Burton upon Trent en Staffordshire. Va ser fundat en 1950 i actualment juga a la Football League One anglesa.